# Янош Естергазі
Янош Естергазі (угор. Esterházy János, словац. János Esterházy; 14 березня 1901 — 8 березня 1957) — політичний діяч Словаччини часів Другої світової війни, граф.

## Біографія
Народився в Австро-Угорщині (Вельки-Залужжя, Західна Словаччина) 14 березня 1901 року в знатній угорській родині Естергазі. Його мати — Елжбета Тарновська (дочка професора Станіслава Тарновського) була за походженням полькою. Батько Яноша помер, коли хлопчикові було чотири роки.
Після закінчення середньої школи в Будапешті Естергазі повернувся в рідне місто Нітрауйлак, який, згідно з Тріанонським мирним договором, перейшов до Чехословаччини (нині Вельки-Залужжя, Словаччина). У 1924 році він одружився з графинею Лівією Серені, яка народила двох дітей — Яноша та Алісу (нині Аліса Естергазі-Малфатті).
У 1931 році Естергазі був обраний головою Національної християнської соціалістичної партії Чехословаччини. У 1935 році він стає депутатом від словацького м. Кошиці і лідером угорської етнічної меншини.
14 березня 1939 Естергазі виступив на підтримку створення незалежної Словаччини. У Братиславі він організував культурну організацію етнічних угорців, яка була заборонена в 1942 році.
Після того як в Братиславу увійшли радянські війська, Естергазі був заарештований, але звільнений через 12 днів. Згодом за доносом його знову заарештували і передали НКВС. Після року, проведеного в ув'язненні у внутрішній в'язниці НКВС СРСР на Луб'янці, він був засуджений до десяти років таборів.
16 вересня 1947 Словацький верховний суд визнав його винним у співпраці з фашистами і засудив до смертної кари. Два роки опісля СРСР видав Естергазі Чехословаччині. Смертний вирок був за наказом президента замінений на довічне ув'язнення.
Янош Естергазі помер у в'язниці Мірова 8 березня 1957.
У 1993 році був посмертно реабілітований в Росії.

### Депортація євреїв
Естергазі єдиний голосував проти, коли в 1942 році парламент Словаччини висловився за депортацію євреїв у нацистські табори смерті. «Мені соромно, що керівництво країни, яка вважає себе благочестивими католиками, готове відправити словацьких євреїв в гітлерівські табори смерті», — заявив тоді Естергазі.
У 1944 році Янош Естергазі врятував сотні євреїв, чехів, словаків і поляків. Гестапо оголосило його в розшук, але заарештувало його після війни вже НКВС.

## Нагороди
- У 2011 році посмертно нагороджений премією Антидифамації ліги за порятунок євреїв під час Другої світової війни.

## Пам'ять
- У словацькому місті Кошиці Яношу Естергазі встановлено пам'ятник.